# Eimeria brevoortiana
Eimeria brevoortiana is een soort in de taxonomische indeling van de Myzozoa, een stam van microscopische parasitaire dieren. Het organisme komt uit het geslacht Eimeria en behoort tot de familie Eimeriidae. Eimeria brevoortiana werd in 1944 ontdekt door Hardcastle.